# Alster (Elba)
L'Alster és un riu d'Alemanya que neix a Henstedt i que desemboca a l'Elba a l'estat d'Hamburg.

## Etimologia
El nom provindria del mot indoeuropeu alis per causa del bosc primari de verns, de la família dels alnus que fins a la fi de l'edat mitjana proliferava a les seves ribes. Una altra teoria part l'arrel indogermànic «el» o «al» que significa fluir i el sufix germànic «str» per a riu, igual com per al riu Schwarze Elster o Kleine Elster.

## Artèria vital d'Hamburg
A l'inici de la història de la ciutat, més encara que l'Elba, l'Alster va tenir un paper important a la seva creació i el desenvolupament: fins fa poc proveïa energia i una via de transport vital per a la ciutat hanseàtica. Segles durant, el molí municipal al Binnenalster, del qual només queda el nom de carrer Bei der Stadtmühle, era una eina estratègica crucial per a l'abastament dels ciutadans.
A l'inici del segle xx, l'arquitecte de la ciutat Fritz Schumacher va dissenyar la canalització i la creació del passeig i les terrasses a les ribes des del barri de l'Uhlenhorst cap a la resclosa de Fuhlsbüttel.

### Energia
Al llarg de la història, es van construir molts embassaments per a alimentar els molins. Els dos llacs artificials més coneguts són el Binnenalster (Alster dins les muralles, 1195) i el Aussenalster (Alster fora de les muralles, 1235), ambdós al centre d'Hamburg. En perdre el seu paper industrial, des del segle xix, a l'entorn d'aquests llacs el barris més elegants i cars de la ciutat van desenvolupar-se. Altres preses són l'Alsterdorfer Damm, el Ratsmühlendamm…
Al segle xix, a poc a poc l'energia hidràulica va perdre pes davant de la concurrència dels combustibles fòssils. El menester creixent d'energia sostenible va tornar al riu l'any 2000, després de més d'un segle, el seu paper de font d'energia: una primera central hidroelèctrica de 110 kilowatt va estrenar-se a la resclosa de Fuhlsbüttel.

### Transport
Des de l'edat mitjana, llargues parts del riu van canalitzar-se per a poder sirgar petites barques de mercaderies a una època quan no hi havia gaire camins practicables. De 1529 a 1550, un enllaç aquàtic entre l'Alster i el riu Beste, el canal Alster-Trave va connectar les dues ciutats hanseàtiques principals: Hamburg i Lübeck, el riu Elba al Mar Bàltic. Però problemes d'enginyeria i d'alimentació d'aigua a la divisòria d'aigües Elba-Trave tot i l'hostilitat dels barons veïns de l'enllaç van significar la ràpida fi de l'obra. Des d'aleshores, s'havia de transbordar les mercaderies a Stegen i porta'ls per via terrestre cap al port del riu Trave a Bad Oldesloe.
Fins a la fi de la Segona Guerra Mundial, l'Alster va quedar navegable fins a Stegen. En acabar la guerra el riu i els seus afluents urbans canalitzats van tenir un darrere paper important en l'evacuació del runam superabundant als barris destruïts durant l'Operació Gomorra. Amb el retorn de la prosperitat ràpidament va perdre la competició contra el transport per carretera. A poc a poc les rescloses van decaure, les seves portes van desmuntar-se i només la funció de resclosa de bol va romandre.
El riu manté el seu encant per a remadors amb caiac o canoa així com per a velers a l'Aussenalster. Al costat de les antigues rescloses van construir-se plans inclinats per als navegants esportius i passos de peixos per a la fauna aquàtica. El servei regular d'Alsterdampfer cap a Ohlsdorf va ser suprimit el 1962, les altres línies de transport públic amb barca el 1984. Des d'aleshores, la navegació comercial queda possible fins a Fuhlsbüttel, però es limita a excursions turístiques i unes poques embarcacions tècniques per al manteniment de les ribes.

## Geografia

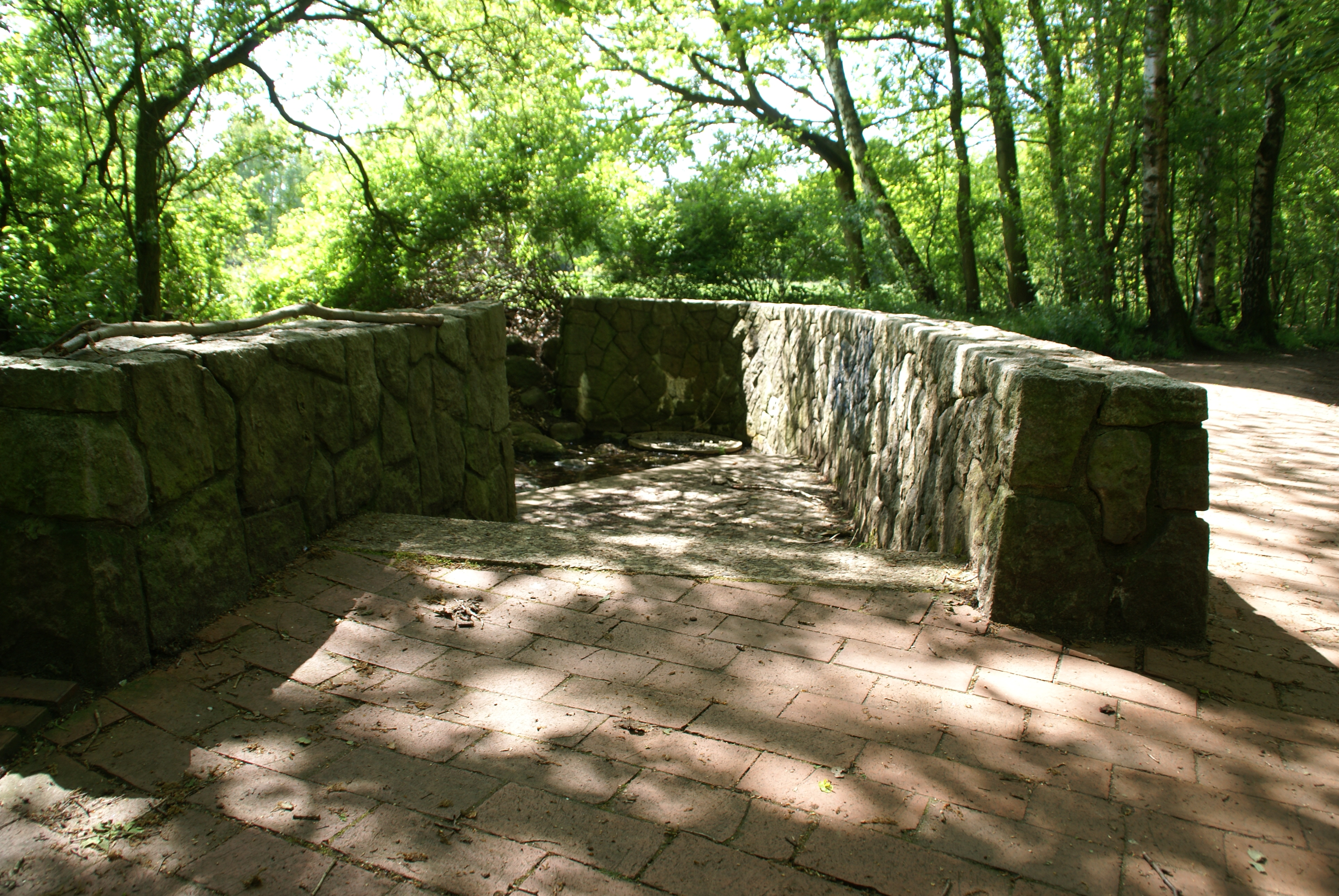
La font
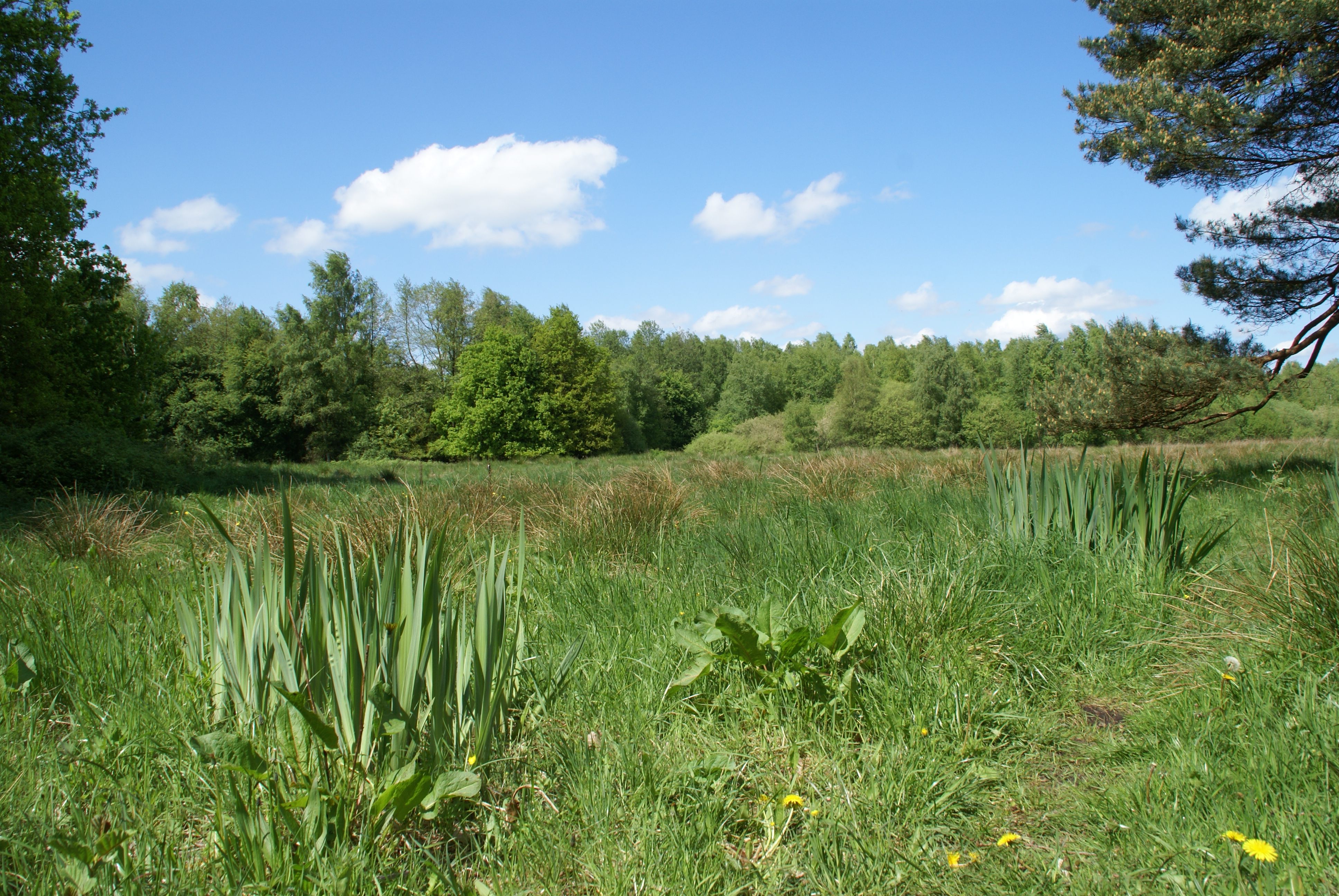
Els prats humits, font de l'Alster
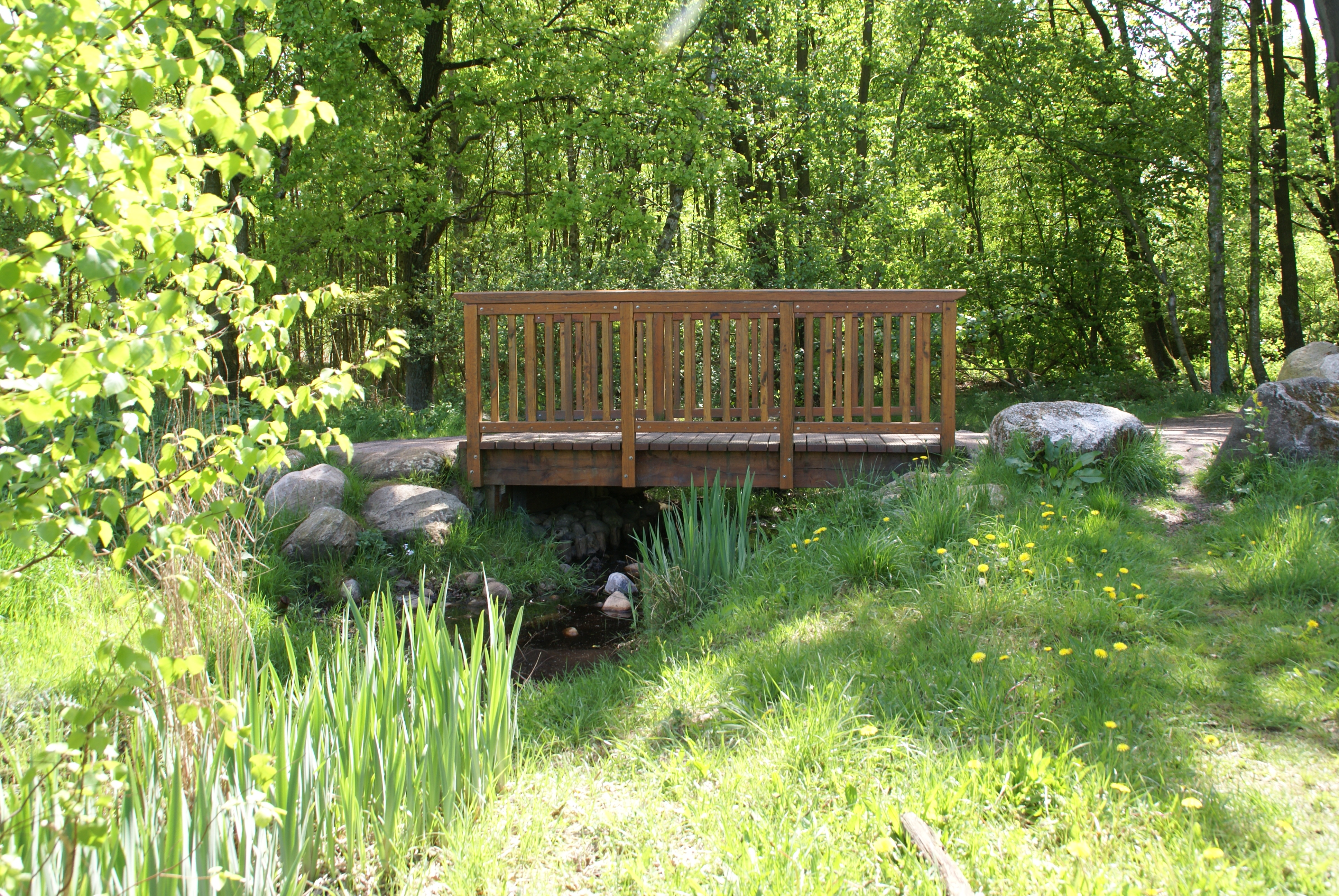
El primer pont de l'Alster
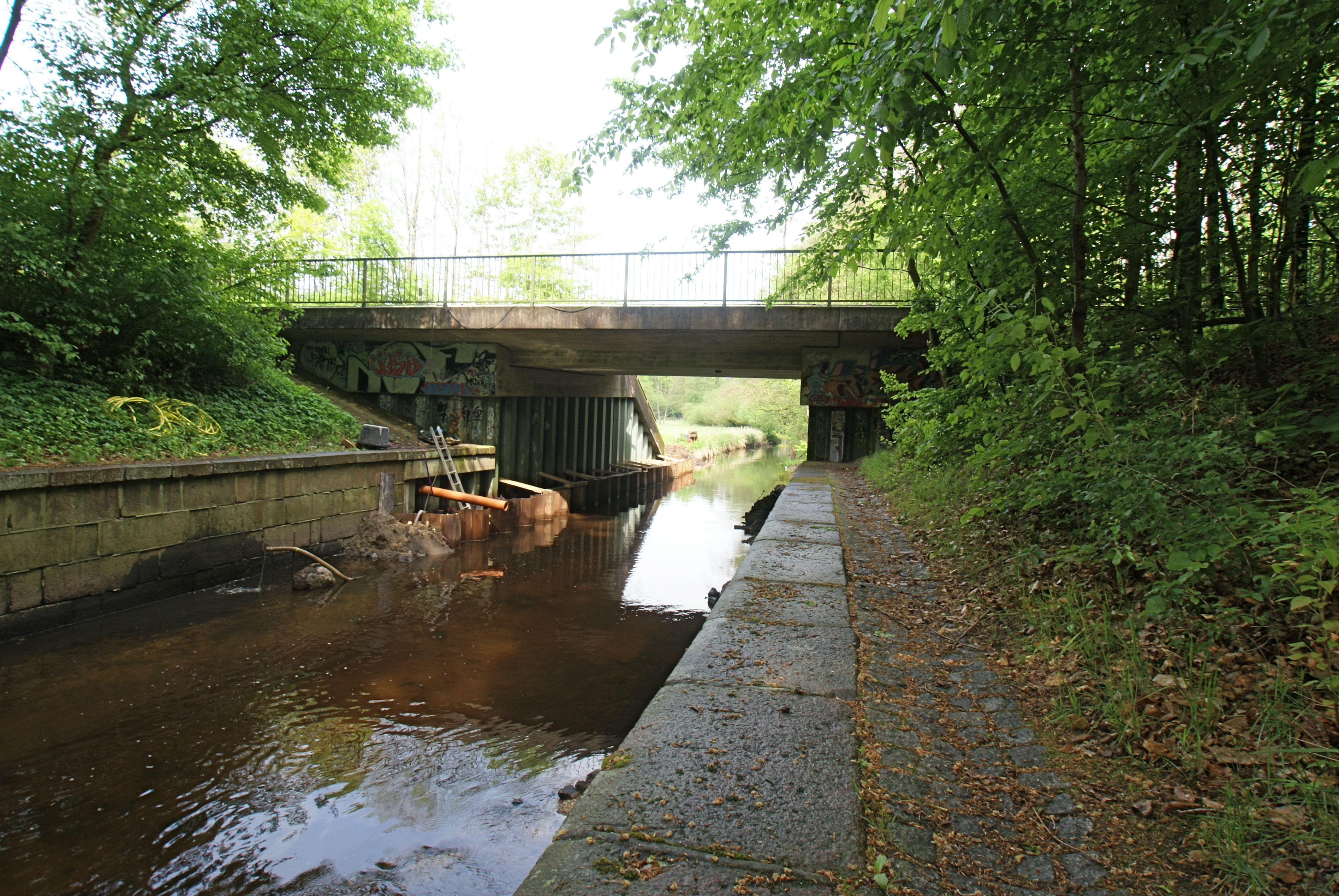
Pont de l'Alster a Kayhude

### Afluents
L'Alster es diu Alsterfleet des de l'embocadura, des del pont Reesendammbrücke Binnenalster, des del pont Kennedybrücke Aussenalster o en baix alemanyButenalster, des del pont Krugkoppelbrücke Alster (fins a Ohlsdorf també Streek).
1. Thielbek o Tegelbek terraplenat

2. Hundebek, terraplenat el 1719 i el 1867 

3. Wandse, Eilbek, Mundsburger Kanal

(també anomenat: Bek, Beckfluß, Mühlenbeck, Mühlenstrom, Rahlau)

- Schürbek, terraplenat
- Schulenbek a Hamm, terraplenat o entubat
- Gehölzbach, Gehölzgraben, parcialment entubat
  - Derbygraben
  - Tennisgraben
- Rahlau
  - Abflußgraben Jenfelder Moor
  - Langenbek (entubat)
    - Kuehngraben (entubat)

  - Deepenbrookgraben (entubat)
- Berner Au

(també anomenat Farmsenerbek)
- - Klosterwischengraben
  - Deepenwischengraben
  - Diekkampgraben
    - Saselheidergraben
      - Kampgraben

  - Deepenhorngraben
  - Karlshöher Graben
  - Wellingsbüttler Grenzgraben
- Muushörngraben (parcialment entubat)
- Oldenfelder Graben (parcialment entubat)
- Stellau
  - Wiesenhofgraben
  - Stapelfelder Graben
- Neurahlstedter Graben
- Meiendorfer Graben (parcialment entubat)
- Stellmoorer Quellfluß
- Bültenhorstbek i Fleischbek
- Braaker Au
- Dänenbek
- Wiggersbach
- Fleischgaffler Quellfluß, Fleischgaffelgraben

4. Uhlenhorster Kanal-Feenteich
- Hofwegkanal

5. Osterbek o Osterbekkanal
antigament Bernebeke
- Mühlenkampkanal
- Hofwegkanal
- Barmbeker Stichkanal
  - Goldbekkanal
- Seebek
  - Bramfelder Dorfgraben
  - Moorkampgraben
- Alte Osterbek
- Hopfengraben

6. Rondeelkanal
- Goldbekkanal
  - Mühlenkampkanal

7. Leinpfadkanal
8. Isebek o Isebekkanal
- Bornbek (entubat)
- Ottersbek (parcialment entubat) 
  - Ottersbek Nebengraben

9. Tarpenbek
- Kollau
  - Schillingsbek (parcialment entubat)
    - Lohbek (entubat des del carrer Meyermannweg)

  - Alte Kollau
    - Geelebek

  - Langenhorstgraben
  - Wegenkampgraben
  - Mühlenau
    - Düngelau
    - Jaarsmoorgraben (entubat)
    - Fangdiekgraben (parcialment entubat)
    - Schießplatzgraben
      - Lüttkampgraben
      - Vorhorngraben

  - Duvenackergraben (entubat)
  - Brookgraben
    - Grothwischgraben
    - Brookgraben-Zubringer

  - Röthmoorgraben
  - Schippelmoorgraben
    - Seesreingraben

  - Vielohgraben
  - Dübwischgraben
- Bornweggraben
- Quellgraben
- Hainholzgraben
- Raakmoorgraben
  - Westerrodegraben
- Bornbach
- Ossenmoorgraben
- Tarpenbek-West
- Tarpenbek Ost
  - Beek
  - Bek in der Twiete
  - Glasmoorgraben

10. Doven Streek, braç lateral, terraplenat el 1920

11. Inselkanal

12. Skagerrakkanal

13. Brabandkanal

14. Susebek

15. Minsbek

16. Mellingbek

també anomenat Twelenbek
- Poppenbütteler Graben

17. Saselbek
- Furtbek
  - Bergstedter Graben
- Bach bei Rögengrund
- Deepenwischengraben
- Gussau

18. Horstbek

19. Lohbek

20. Rodenbek

21. Bredenbek
- Rodenbek
- Lottbek
  - Moorbek
  - Deepenreiengraben
  - Tonradsmoorgraben
- Bach in Teich von Norden
- Bach am Bauhof

22. Drosselbek

23. Ammersbek
des del carrer Lübecker Straße Hunnau, des del carrer Bramkampredder Aue, des de l'aiguamoll Beimoor Gölmbach, o Wohldorfer Au
- Wohldorfer Graben
- Krempenheger Graben
- Röthbek
- Ellernbek
  - Geelenbekgraben
    - Geelenbek
- Bunsbek
  - Strusbek
- Hopfenbach (fins al segle xvi Bredenbek)
- Mühlenbach
- Bornbek

24. Diekbek
des del carrer Puckaffer Weg Tangstedter Graben
- Wittmoorgraben

25. Mühlenau
també anomenat Mühlenbach
26. Sielbek
- Wiemersbek
  - Wiemersgraben
- Eisenbek o Isenbek
  - Hardebek

27. Canal Alster-Trave, Alte Alster, Canal Alster-Beste
- Wedenbek
- Mühlenbach

28. Lankau
29. Rönne, també anomenat Seebek
- Bredenbek

30. Höllenbek

31. Wischbek